# Нансенов паспорт
Нансеновият паспорт е използваният през първата половина на 20 век специален документ, който позволява на военновременните, политически и др. бежанци да пътуват безпрепятствено по света и да се заселват, където сметнат за добре. Към 1942 г. 52 са държавите, които го признават.
Това е първият пасаван, създаден специално за бежанци. Вкаран е в употреба заради Октомврийската революция от 1917 г., вследствие на която стотици хиляди души повече или по-малко насилствено напускат родната си Русия. По-късно от него се облагодетелстват преследваните в Турция арменци, българите от Западна Тракия, депортирани от егейските острови, по време на Гръцко-турската война от 1919 – 1922, европейските евреи, подложени на нацистки гонения и други.
Обществото на народите издава общо ок. 250 000 Нансенови паспорти.

## Произход
Наречен е така по името на човека, който го измисля и въвежда на 5 юли 1922 г. (тогава по негова инициатива в Женева е подписан многостранният договор, с който се дава валидност на паспорта) - полярният изследовател, общественик и алтруист Фритьоф Нансен.
Паричното изражение на Нобеловата награда, която Нансен получава именно за този паспорт, той влага в по-нататъшната си работа с бежанците.